# Autakoid
Als Autakoide (von griech. autos = selbst und akos = Heilmittel) werden unterschiedliche körpereigene vasoaktive Substanzen zusammengefasst. Sie können parakrin oder autokrin wirken und zu unterschiedlichen chemischen Stoffklassen gehören. 
Zu den Autakoiden gehören die im Endothel gebildeten vasoaktiven Substanzen und Prostaglandine, Thromboxane, Leukotriene sowie Histamin, Serotonin, Angiotensin II, Bradykinin, Kallidin, und der Plättchenaktivierende Faktor. 
Während einige Autakoide eine wichtige Rolle bei der lokalen Durchblutungsregulation spielen, wirken andere bei entzündlichen Prozessen und bei der Blutstillung.